# Телебачення швейцарської Романдії
Телебачення швейцарської Романдії  (французькою Télévision Suisse Romande (TSR) до 2012 року була підрозділом Radio Télévision Suisse (RTS) — франкомовного відділення швейцарської громадської мовної групи SRG SSR. TSR відповідала за виробництво та трансляцію телевізійних програм у франкомовній Швейцарії.

## Історія
- 1949⁣ — ⁣1951: Перші демонстрації телебачення в Женеві (з RTF) та в Лозанні (з Philips)[2].
- 1952: Створено експериментальну телевізійну команду в Женеві, що складалася з працівників Radio Genève. Вони працювали спочатку в Жантоді, а потім на віллі Mon-Repos у парку Perle du Lac[3].
- 28 січня 1954: Відбулася перша експериментальна трансляція Женевського телебачення[4].
- 3 березня 1954: Розпочалися регулярні трансляції п'ять разів на тиждень[3].
- 1 листопада 1954: Відбулася перша трансляція Télévision Suisse Romande, яка замінила Женевське телебачення[3][4].
- 7 грудня 1961 – 10 грудня 1964: Виходила щомісячна літературна передача «A livre ouvert» Моріса Уеліна, присвячена швейцарським авторам. Вона транслювалася щоп'ятниці, а з жовтня 1963 року — щочетверга о 21:30[5].
- 1965: Реклама: З 1 лютого було запроваджено рекламу, хоча ліві партії чинили опір цьому. Федеральна рада дозволила її 24 квітня 1964 року, але з обмеженнями: заборона реклами алкоголю, тютюну та ліків. Телебачення було обмежено 12 хвилинами реклами на день (з понеділка по суботу), що транслювалися трьома блоками по 4 хвилини, починаючи з 19:00. На той час у Швейцарії було близько 500 000 телевізорів. Перший рекламний ролик вихваляв переваги автомобіля — Opel Kadett. Згодом тривалість реклами збільшувалася, досягнувши 20 хвилин на день 1985 року[6] і 12 хвилин на годину 1992 року[7].
- Мовлення: Скасовано перерви у трансляціях вівторками.
- 1968: Запроваджено кольорову рекламу.
- 1972: TSR переїжджає до нової вежі в Женеві, де також розмістилися її архіви.
- 1982: Програма «Le Téléjournal» переїхала до Женеви.
- 1984: Створено франкомовний канал TV5.
- 1987: Трансляції розпочалися опівдні.
- 1993: Створено канал Suisse 4.
- 1994: До 40-річчя TSR фасад вежі прикрасили фрескою, яка потрапила до Книги рекордів Гіннеса.
- 1996: Під час Олімпійських ігор в Атланті TSR також потрапила до Книги рекордів Гіннеса за найдовшу безперервну трансляцію, яка тривала протягом усіх Ігор.
- 1997: Suisse 4 змінює назву на TSR2.
- 2001: Запроваджено цифрову обробку зображень. Створено сайт tsr.ch, де розпочалися онлайн-трансляції.
- 2005: Запроваджено цифрове ефірне телебачення. Створено вебсайт архівів TSR.
- 2006: Запроваджено нову візуальну ідентичність: велика синьо-помаранчево-червона літера «S» для tsr info замінила старі кубики.
- 25 червня 2007: Аналогове ефірне мовлення припинилося у франкомовній Швейцарії (за винятком Вале) на користь цифрового.
- 3 грудня 2007: Запущено швейцарський канал високої чіткості HD.
- 28 лютого 2008: Цифрове мовлення також запроваджено в регіоні Шабле у Во та Вале.
- 19 березня 2009: SRG SSR idée suisse оголошує про об'єднання Télévision suisse romande та Radio suisse romande.
- 1 січня 2010: TSR об'єднується з RSR, створюючи єдину корпоративну одиницю Radio Télévision Suisse (RTS).
- 29 лютого 2012: Для всіх каналів запроваджено мовлення високої чіткості (HD)[8]. Канали перейменовано на RTS 1 та RTS 2. Мовлення стандартної чіткості підтримувалося до 2015 року паралельно на кабельному та супутниковому каналах.
- Вересень 2012: З програми були вилучені жінки-диктори.

## Візуальна ідентичність (логотип)

Logo de la TSR de septembre 1958 à 1976. Логотип TSR з вересня 1958 [3] по 1976 рік.
Logo de la TSR de 1977 au 6 janvier 1985. Логотип TSR з 1977 року по 6 січня 1985 року.
Logo de la RTSR du 7 janvier 1985 au 4 janvier 1987. Логотип RTSR з 7 січня 1985 року [4] до 4 січня 1987 року.
Logo de la TSR du 5 janvier 1987 au 26 août 1990. Логотип TSR з 5 січня 1987 року [5] до 26 серпня 1990 року.
Logo de la TSR du 27 août 1990 au 31 août 1997. Логотип TSR з 27 серпня 1990 року [8] до 31 серпня 1997 року.
Logo de la TSR du 1er septembre 1997 au 8 janvier 2006. Логотип TSR11 вересня 1997 – 8 січня 2006 року.
Логотип TSR з 9 січня 2006 року по28 février 2012 .

## Організація

### Керівники  TSR
- Франк Тапполет:     1954–1958
- Рене Шенкер:         1958–1973
- Александр Бургер:  1973–1982
- Жан Дюмюр:            1982–1986
- Гійом Шенев'євр: 1986–2001
- Жиль Маршан: з 2001 року (після злиття з Radio Suisse Romande став директором Radio Télévision Suisse з 1 січня 2010 року).

### Директори програм:
- Раймонд Вуйамоз: 1993 - 2003.
- Ів Менестріє та Жиль Паш: з 2003 року.

## Розташування та  технічні можливості

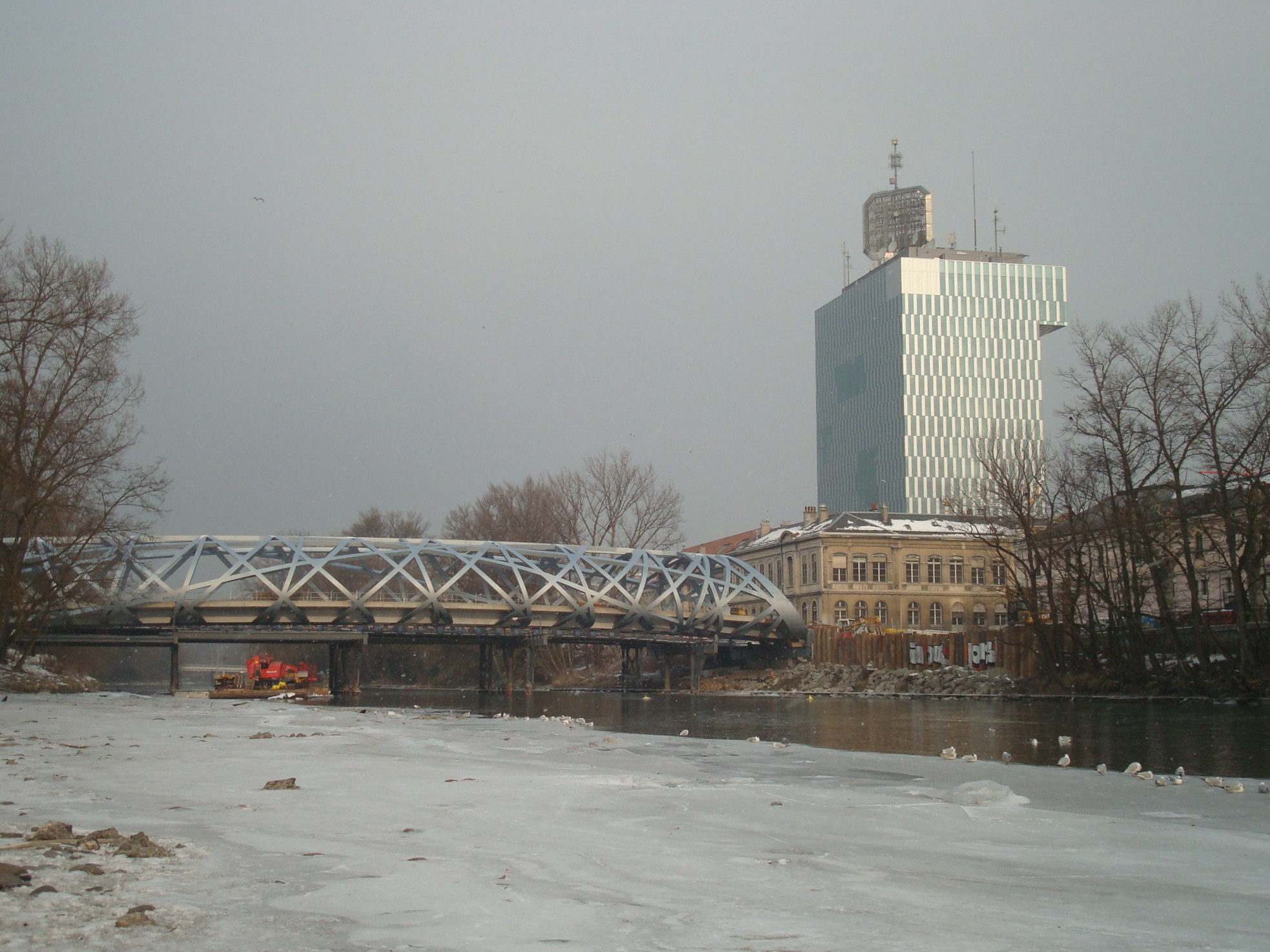
Швейцарська романська телевежа на березі річки Арв.

Штаб-квартира TSR розташовувалася в 17-поверховій вежі за адресою: Ке Ернест Ансерме, 20, у Женеві. Кілька інших будівель також входять до складу території TSR.
TSR має будівлю в Мерені (на околиці Женеви) для мобільних виробничих потужностей, а також регіональні редакції в Лозанні, Сьоні, Мутьє, Фрібурі та Невшателі.
Швейцарську телевежу Романде 2005 року вежу було звільнено для видалення азбесту. Роботи завершилися наприкінці 2009 року.

## Структура
TSR була підрозділом зі 100% власності Швейцарської телерадіомовної корпорації SRG SSR, штаб-квартира якої знаходиться в Берні.

### Телевізійні канали
- TSR 1
- TSR 2

### Прийом і розповсюдження

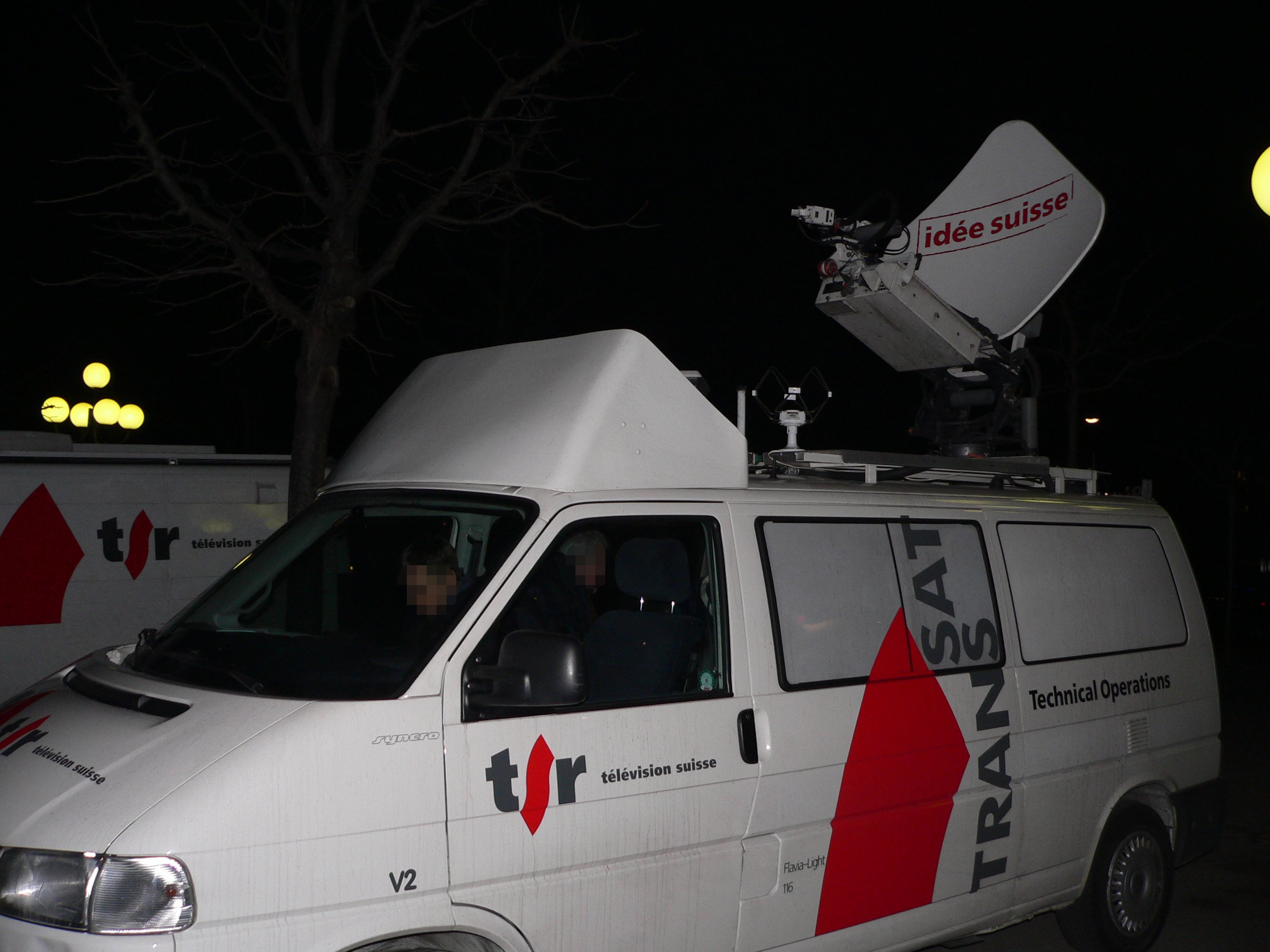
Вантажівка TSR.

- Трансляції TSR були доступні через різні канали:
- Цифрове ефірне телебачення: У франкомовній Швейцарії для обох каналів, а також для TSR1 у німецькомовній та італомовній Швейцарії.
- Супутник: Через Hot Bird. Для розшифровки сигналу потрібна картка SatAccess, яка надавалася лише резидентам Швейцарії та швейцарським громадянам, що проживають за кордоном.
- Франція: Трансляції також можна було приймати в центрально-східній Франції (частини Ельзасу, Франш-Конте, Бургундії та Рони-Альп).
- Інтернет: Велика кількість програм транслювалася на сайті tsr.ch. Деякі програми також транслювалися на TV5 Monde.
- Інформація: Інтернет-інформація була доступна через вебсайті tsrinfo..

### Вебсайт
- https://www.rts.ch/

### Виробництво
- Виробництво TSR